# 阿里·沙姆哈尼
阿里·沙姆哈尼（波斯語：علی شمخانی；1955年9月29日—），伊朗海軍少將，曾任伊朗最高國家安全委員會秘書。
出生於胡齊斯坦省阿瓦士的一個阿拉伯裔家庭中，伊朗伊斯蘭革命以前，曾參加反抗巴列維王朝的伊斯蘭游擊隊，革命後加入伊斯蘭革命組織聖戰者。
2025年6月13日，他在以色列對伊朗的空襲中受傷，最初被認為已死，但後來被證實仍然留醫，且左腳需要截肢。

## 主要事迹
2023年3月6日至10日，沙姆哈尼代表伊朗政府在中华人民共和国首都北京与沙特阿拉伯外交部国务大臣兼国家安全顾问穆萨伊德·本·穆罕默德·艾班进行对话，并同意恢复双边大使级外交关系。